# Montalvânia
Montalvânia é um município brasileiro no interior do estado de Minas Gerais, Região Sudeste do país. Localiza-se no extremo norte mineiro e sua população em 2024 foi estimada em 14.160 habitantes.
A região do município abriga uma série de importantes sítios arqueológicos. Entre outros, se encontra o sítio Lapa do Dragão, sítio que produziu uma das datações mais antigas para a presença humana no país. 

## História
- Fundação: 22 de abril de 1952 (73 anos)

## Geografia

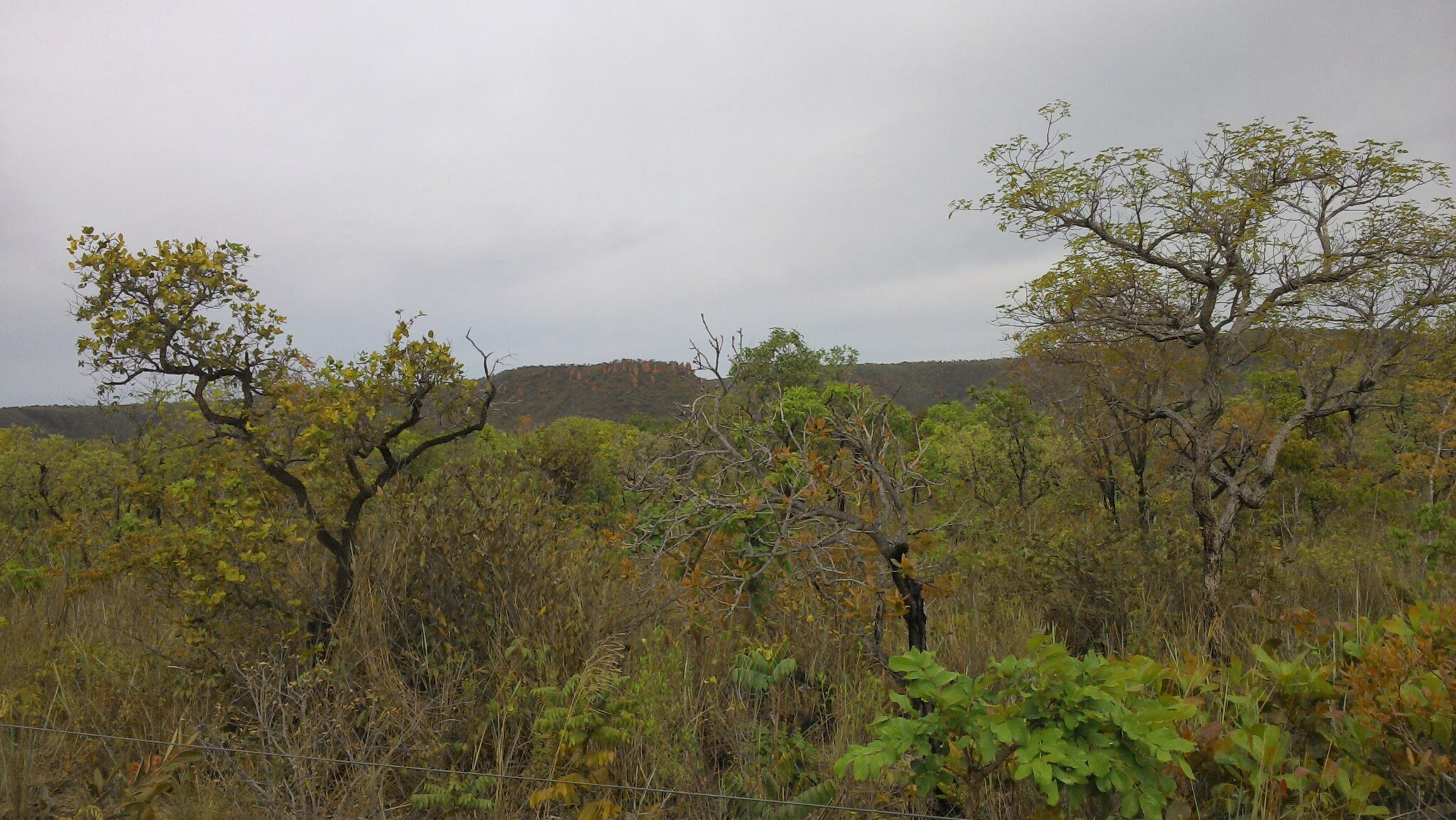
Paisagem rural no município.

De acordo com a divisão regional vigente desde 2017, instituída pelo IBGE, o município pertence às Regiões Geográficas Intermediária de Montes Claros e Imediata de Januária. Até então, com a vigência das divisões em microrregiões e mesorregiões, fazia parte da microrregião de Januária, que por sua vez estava incluída na mesorregião do Norte de Minas.
Sua população, conforme o censo de 2010, era de 15 862 habitantes, com uma densidade demográfica igual a 10,55 hab/km². Em 2021 a população foi estimada em 14 621 habitantes.
O ponto mais alto do município é de 806 metros. Local: Serra dos Tropeiros. 
O município fica na divisa com a Bahia.

### Clima
Segundo dados da estação meteorológica automática do Instituto Nacional de Meteorologia (INMET) no município, em operação desde 25 de junho de 2007, a menor temperatura registrada em Montalvânia foi de 5,8 °C em 20 de maio de 2022 e a maior atingiu 42,4 °C em 22 de setembro de 2021. O maior acumulado de precipitação em 24 horas foi de 163,6 milímetros (mm) em 20 de janeiro de 2016. A maior rajada de vento alcançou 24,7 m/s (88,9 km/h) em 14 de março de 2019. Por sua vez o menor índice de umidade relativa do ar (URA) ocorreu na tarde de 12 de setembro de 2022, de apenas 7%.
| Dados climatológicos para Montalvânia                       | Dados climatológicos para Montalvânia | Dados climatológicos para Montalvânia | Dados climatológicos para Montalvânia | Dados climatológicos para Montalvânia | Dados climatológicos para Montalvânia | Dados climatológicos para Montalvânia | Dados climatológicos para Montalvânia | Dados climatológicos para Montalvânia | Dados climatológicos para Montalvânia | Dados climatológicos para Montalvânia | Dados climatológicos para Montalvânia | Dados climatológicos para Montalvânia | Dados climatológicos para Montalvânia |
| Mês                                                         | Jan                                   | Fev                                   | Mar                                   | Abr                                   | Mai                                   | Jun                                   | Jul                                   | Ago                                   | Set                                   | Out                                   | Nov                                   | Dez                                   | Ano                                   |
| ----------------------------------------------------------- | ------------------------------------- | ------------------------------------- | ------------------------------------- | ------------------------------------- | ------------------------------------- | ------------------------------------- | ------------------------------------- | ------------------------------------- | ------------------------------------- | ------------------------------------- | ------------------------------------- | ------------------------------------- | ------------------------------------- |
| Temperatura máxima recorde (°C)                             | 39,1                                  | 38,9                                  | 38,9                                  | 37,8                                  | 37,6                                  | 36,9                                  | 36,5                                  | 38,7                                  | 42,4                                  | 41,3                                  | 41,2                                  | 40,3                                  | 42,4                                  |
| Temperatura mínima recorde (°C)                             | 13,3                                  | 14,7                                  | 12,9                                  | 11,1                                  | 5,8                                   | 6,9                                   | 6,2                                   | 5,9                                   | 6,2                                   | 11,4                                  | 13,6                                  | 13,5                                  | 5,8                                   |
| Fonte: INMET (recordes de temperatura: 25/06/2007-presente) |                                       |                                       |                                       |                                       |                                       |                                       |                                       |                                       |                                       |                                       |                                       |                                       |                                       |